# Atletica leggera maschile ai Giochi della XXIV Olimpiade
Ai Giochi della XXIV Olimpiade di Seul 1988 sono stati assegnati 24 titoli nell'atletica leggera maschile.

## Calendario
| Gare         |             |             |              |   |                         |                         |                   |                   |          |    |    |
| 100 m        | 100 m       |             | 200 m        |   | 200 m                   |                         | Staffetta 4x100 m | Staffetta 4x100 m |          | 24 |    |
|              | 400 m       | 400 m       | 400 m        |   | 400 m                   |                         | Staffetta 4x400 m | Staffetta 4x400 m |          | 24 |    |
|              |             | 110 m ost.  | 110 m ost.   |   |                         |                         |                   |                   |          | 24 |    |
| 400 m ost.   | 400 m ost.  | 400 m ost.  | 3000 m siepi |   | 3000 m siepi            |                         | 3000 m siepi      |                   |          | 24 |    |
| 800 m        | 800 m       | 800 m       | 800 m        |   |                         | 1500 m                  | 1500 m            | 1500 m            |          | 24 |    |
| 10.000 m     |             |             | 10.000 m     |   | 5000 m                  | 5000 m                  |                   | 5000 m            |          | 24 |    |
| Marcia 20 km |             |             |              |   |                         |                         | Marcia 50 km      |                   | Maratona | 24 |    |
|              | Alto        | Alto        | Asta         |   | Asta                    |                         |                   |                   |          | 24 |    |
| Triplo       | Triplo      | Lungo       | Lungo        |   |                         |                         |                   |                   |          | 24 |    |
| Peso         | Giavellotto | Giavellotto |              |   |                         |                         | Disco             | Disco             |          | 24 |    |
|              |             | Martello    | Martello     |   | Decathlon (1ª giornata) | Decathlon (2ª giornata) |                   |                   |          | 24 |    |
|              |             |             |              |   |                         |                         |                   |                   |          |    |    |
| Titoli       | 2           | 2           | 3            | 5 | -                       | 3                       | 1                 | 1                 | 6        | 1  | 24 |

|  | Qualificazioni |  | Finali |

Esiste il detto che gli orientali siano bravi a copiare: se ne trova conferma nel calendario dell'atletica ai Giochi di Seul. I coreani hanno ripreso pari pari il programma dei Giochi di quattro anni prima.

Praticamente la differenza rispetto al 1984 è solo la data nel calendario:
- Nelle corse il programma è identico;
- Nella Marcia l'unica differenza è che i 50 km si svolgono cinque giorni dopo (e non sei) la gara sui 20 km;
- Nei concorsi, il salto in alto viene arretrato di sei giorni. Era da Roma 1960 che non si disputava nella prima parte del programma. Il Peso viene arretrato di otto.

Il numero di ori assegnati nella prima parte del programma sale da 10 a 12; gli ori assegnati nella seconda parte scendono da 14 a 12.

## Nuovi record
I due record mondiali sono, per definizione, anche record olimpici.
| Nuovo record mondiale in       | 2 specialità:  | 100m, Staffetta 4x400 (eguagliato)                                                                                  |
| Nuovo record olimpico in altre | 14 specialità: | 200m, 10.000m, 3000 siepi, 110h, 400h, Alto, Asta, Triplo, Peso, Disco, Martello, Giavellotto, Marcia 20 km e 50 km |

## Risultati delle gare
| Specialità | Oro                                                                                              | Risultato | Argento                                                                                      | Risultato | Bronzo                                                                                     | Risultato | Dettagli            |
| --- | ------------------------------------------------------------------------------------------------ | --------- | -------------------------------------------------------------------------------------------- | --------- | ------------------------------------------------------------------------------------------ | --------- | ------------------- |
| 100 m | Carl Lewis                                                                                       | 9"92      | Linford Christie                                                                             | 9"97      | Calvin Smith                                                                               | 9"99      | Classifica completa |
| 200 m | Joe DeLoach                                                                                      | 19"75     | Carl Lewis                                                                                   | 19"79     | Robson da Silva                                                                            | 20"04     | Classifica completa |
| 400 m | Steve Lewis                                                                                      | 43"87     | Butch Reynolds                                                                               | 43"93     | Danny Everett                                                                              | 44"09     | Classifica completa |
| 800 m | Paul Ereng                                                                                       | 1'43"45   | Joaquim Cruz                                                                                 | 1'43"90   | Saïd Aouita                                                                                | 1'44"06   | Classifica completa |
| 1.500 m | Peter Rono                                                                                       | 3'35"96   | Peter Elliott                                                                                | 3'36"15   | Jens-Peter Herold                                                                          | 3'36"21   | Classifica completa |
| 5.000 m | John Ngugi                                                                                       | 13'11"70  | Dieter Baumann                                                                               | 13'15"52  | Hansjörg Kunze                                                                             | 13'15"73  | Classifica completa |
| 10.000 m | Brahim Boutayeb                                                                                  | 27'21"46  | Salvatore Antibo                                                                             | 27'23"55  | Kipkemboi Kimeli                                                                           | 27'25"16  | Classifica completa |
| 3.000 m siepi | Julius Kariuki                                                                                   | 8'05"51   | Peter Koech                                                                                  | 8'06"79   | Mark Rowland                                                                               | 8'07"96   | Classifica completa |
| 110 m ostacoli | Roger Kingdom                                                                                    | 12"98     | Colin Jackson                                                                                | 13"28     | Tonie Campbell                                                                             | 13"38     | Classifica completa |
| 400 m ostacoli | André Phillips                                                                                   | 47"19     | Amadou Dia Bâ                                                                                | 47"23     | Edwin Moses                                                                                | 47"56     | Classifica completa |
| Maratona | Gelindo Bordin                                                                                   | 2h10'32"  | Douglas Wakiihuri                                                                            | 2h10'47"  | Ahmed Salah                                                                                | 2h10'59"  | Classifica completa |
| Marcia 20 km | Jozef Pribilinec                                                                                 | 1h19'57"  | Ronald Weigel                                                                                | 1h20'00"  | Maurizio Damilano                                                                          | 1h20'14"  | Classifica completa |
| Marcia 50 km | Vjačeslav Ivanenko                                                                               | 3h38'29"  | Ronald Weigel                                                                                | 3h38'56"  | Hartwig Gauder                                                                             | 3h39'45"  | Classifica completa |
| Salto in alto | Gennadij Avdeenko                                                                                | 2,38 m    | Hollis Conway                                                                                | 2,36 m    | Rudol'f Povarnicyn Patrik Sjöberg                                                          | 2,36 m    | Classifica completa |
| Salto con l'asta | Serhij Bubka                                                                                     | 5,90 m    | Rodion Gataullin                                                                             | 5,85 m    | Grigori Egorov                                                                             | 5,80 m    | Classifica completa |
| Salto in lungo | Carl Lewis                                                                                       | 8,72 m    | Mike Powell                                                                                  | 8,49 m    | Larry Myricks                                                                              | 8,27 m    | Classifica completa |
| Salto triplo | Hristo Markov                                                                                    | 17,61 m   | Igor Lapchin                                                                                 | 17,52 m   | Aljaksandr Kavalenka                                                                       | 17,42 m   | Classifica completa |
| Getto del peso | Ulf Timmermann                                                                                   | 22,47 m   | Randy Barnes                                                                                 | 22,39 m   | Werner Günthör                                                                             | 21,99 m   | Classifica completa |
| Lancio del disco | Jürgen Schult                                                                                    | 68,82 m   | Romas Ubartas                                                                                | 67,48 m   | Rolf Danneberg                                                                             | 67,38 m   | Classifica completa |
| Lancio del martello | Sergej Litvinov                                                                                  | 84,80 m   | Jurij Sedych                                                                                 | 83,76 m   | Jüri Tamm                                                                                  | 81,16 m   | Classifica completa |
| Lancio del giavellotto | Tapio Korjus                                                                                     | 84,28 m   | Jan Železný                                                                                  | 84,12 m   | Seppo Räty                                                                                 | 83,26 m   | Classifica completa |
| Decathlon | Christian Schenk                                                                                 | 8.488 p.  | Torsten Voss                                                                                 | 8.399 p.  | David Steen                                                                                | 8.328 p.  | Classifica completa |
| Staffetta 4×100 m | Unione Sovietica Viktor Bryzgin Vladimir Krylov Vladimir Muravjev Vitali Savin                   | 38"19     | Regno Unito Elliot Bunney John Regis Mike McFarlane Linford Christie Clarence Callender      | 38"28     | Francia Bruno Marie-Rose Daniel Sangouma Gilles Quénéhervé Max Morinière                   | 38"40     | Classifica completa |
| Staffetta 4×400 m | Stati Uniti Danny Everett Steve Lewis Kevin Robinzine Butch Reynolds Antonio McKay Andrew Valmon | 2'56"16 = | Giamaica Howard Davis Devon Morris Winthrop Graham Bert Cameron Trevor Graham Howard Burnett | 3'00"30   | Germania Ovest Norbert Dobeleit Edgar Itt Jörg Vaihinger Ralf Lübke Mark Henrich Bodo Kuhn | 3'00"56   | Classifica completa |
| record mondiale; record olimpico; record mondiale stagionale; record africano; record asiatico; record europeo; record nord-centroamericano e caraibico; record sudamericano; record oceaniano; record nazionale; record personale; record personale stagionale. |                                                                                                  |           |                                                                                              |           |                                                                                            |           |                     |

Statistiche
Dei 20 olimpionici vincitori delle gare individuali di Los Angeles (Carl Lewis trionfò su 100, 200 metri e nel Salto in lungo), solo quattro hanno lasciato l'attività agonistica. Però tre olimpionici non sono stati selezionati dalle rispettive nazionali (Sebastian Coe, Pierre Quinon e Julius Korir) e Al Joyner non ha superato le selezioni statunitensi. Infine Saïd Aouita, campione dei 5000 metri, si ripresenta su altre distanze. Dei rimanenti undici campioni olimpici, si riconfermano solo in due: lo stesso Lewis (100 metri e Lungo) e Roger Kingdom (110 ostacoli).

Sono solo tre i primatisti mondiali che vincono la propria gara a Seul: Sergej Bubka (Salto con l'asta), Ulf Timmermann (Getto del peso) e Jürgen Schult (Lancio del disco).

Nel 1987 si sono tenuti a Roma i Campionati mondiali di atletica leggera. Dei 21 campioni di gare individuali (Carl Lews trionfò su 100 metri e Salto in lungo) quindici si presentano a Seul per tentare l'abbinamento con l'oro olimpico. Solo cinque vi riescono: lo stesso Lewis (sia sui 100 che nel Lungo), Bubka (Asta), Markov (Triplo), Schult (Disco) e Litvinov (Martello).

Edwin Moses (400 m ostacoli) è l'unico che si presenta nella veste di campione olimpico in carica, campione mondiale e primatista mondiale. Questa volta non riesce a confermarsi.